# 岔林河
岔林河是黑龙江省通河县境内的一条河流，为松花江的支流。《盛京通志》称此河为"萨琳"，满语意思是"马股皮"。
发源于通河县北部，流向西南，于本县通河镇西注入松花江左岸。全长112公里。主要支流有小西南岔河、大西南岔河、八通河、大东北岔河、小东北岔河、大柳树河、小柳树河、蚂蚁河、双沙河和臭松沟等。丰水期水面宽960米，水深3.6米，流速2米/秒；枯水期宽5米，水深0.5米，流速0.67米/秒。